# ÖBB 4855
Die ÖBB beschafften für die Lokalbahn Lambach–Haag am Hausruck (Haager Lies) zwei Zweisystemtriebwagen der Reihe 4855. Die Betriebsführung der Lokalbahn oblag der Stern & Hafferl Verkehrsgesellschaft. Die beiden Fahrzeuge wurden bis zur Einstellung der Haager Lies am 13. Dezember 2009 ausschließlich auf der Lokalbahn eingesetzt. Durch das Ende des Betriebs gelangten die Fahrzeuge zurück zur Eigentümerin ÖBB.

## Geschichte
Die beiden Triebwagen der Reihe 4855 wurden beschafft, als die ÖBB überlegten, die Haager Lies entweder einzustellen oder auf Dieselbetrieb umzustellen, da die Triebfahrzeuge zwei unterschiedliche Stromsysteme benutzen mussten. Ein Großteil der Strecke war mit 800 V Gleichspannung elektrifiziert, die ersten Kilometer, die auf der Westbahn gefahren werden mussten, allerdings mit 15 kV Wechselspannung mit 16,7 Hz. Deshalb wurden zwei mehrsystemfähige Fahrzeuge bei der auf Kleinserien spezialisierten Wiener Firma Knotz in Auftrag gegeben. Wegen des Konkurses dieser Firma erfolgte die Auslieferung der Triebwagen 1989 durch Bombardier-Rotax. Sie wurden mit den ÖBB-Betriebsnummern 4855 001 und 002 in den Bestand aufgenommen, die Stern & Hafferl Verkehrsgesellschaft bezeichnete sie als ET 25.103 und 104.
Die Fahrzeuge wiesen gute Laufeigenschaften und Betriebssicherheit bei kurzen Fahrzeiten auf. Mit ihnen wurden durchgehende Verbindungen nach Wels Hauptbahnhof realisiert, die eine Steigerung des Fahrgastaufkommens zur Folge hatten. Nach der Einstellung der Haager Lies wurden die Triebwagen an die ÖBB zurückgegeben und in den Werkstätten Linz, Floridsdorf und Vorchdorf für den vorgesehenen ÖBB-Betrieb angepasst. Der Triebwagen 25.104 bedurfte nach einem schweren Unfall mit einem LKW einer aufwendigen Instandsetzung.
Um in der Nähe der Werkstatt Vorchdorf zu bleiben, wo das fachkundige Personal von Stern & Hafferl die Fahrzeuge zwanzig Jahre lang unterhalten hatte, fiel die Entscheidung über den künftigen Einsatz zugunsten der Bahnstrecke Vöcklabruck–Kammer-Schörfling (Kammerer Bahn). Zwischen Sommer 2013 und Sommer 2014 waren die Triebwagen, mit ÖBB-Logo versehen, zwischen Attnang-Puchheim bzw. Vöcklabruck und Kammer-Schörfling im Einsatz. Für diese Relation hatten sie das ideale Fassungsvermögen, die geplante Tandemführung im morgendlichen Schülerverkehr ließ sich jedoch aufgrund technischer Schwierigkeiten nicht realisieren.
Seit Jänner 2016 waren sie im Hauptbahnhof Linz abgestellt. Am 30. September 2017 wurden sie formal ausgeschieden und danach zur Verschrottung freigegeben. Im Jahr 2018 wurden sie jedoch an die SETG verkauft. Ende 2024 waren sie für einige Zeit im Bahnhof Eferding abgestellt. Zuletzt (Stand Juni 2025) befanden sie sich in Werkstätte der Rail Services International Austria (RSI) in Wien Inzersdorf.

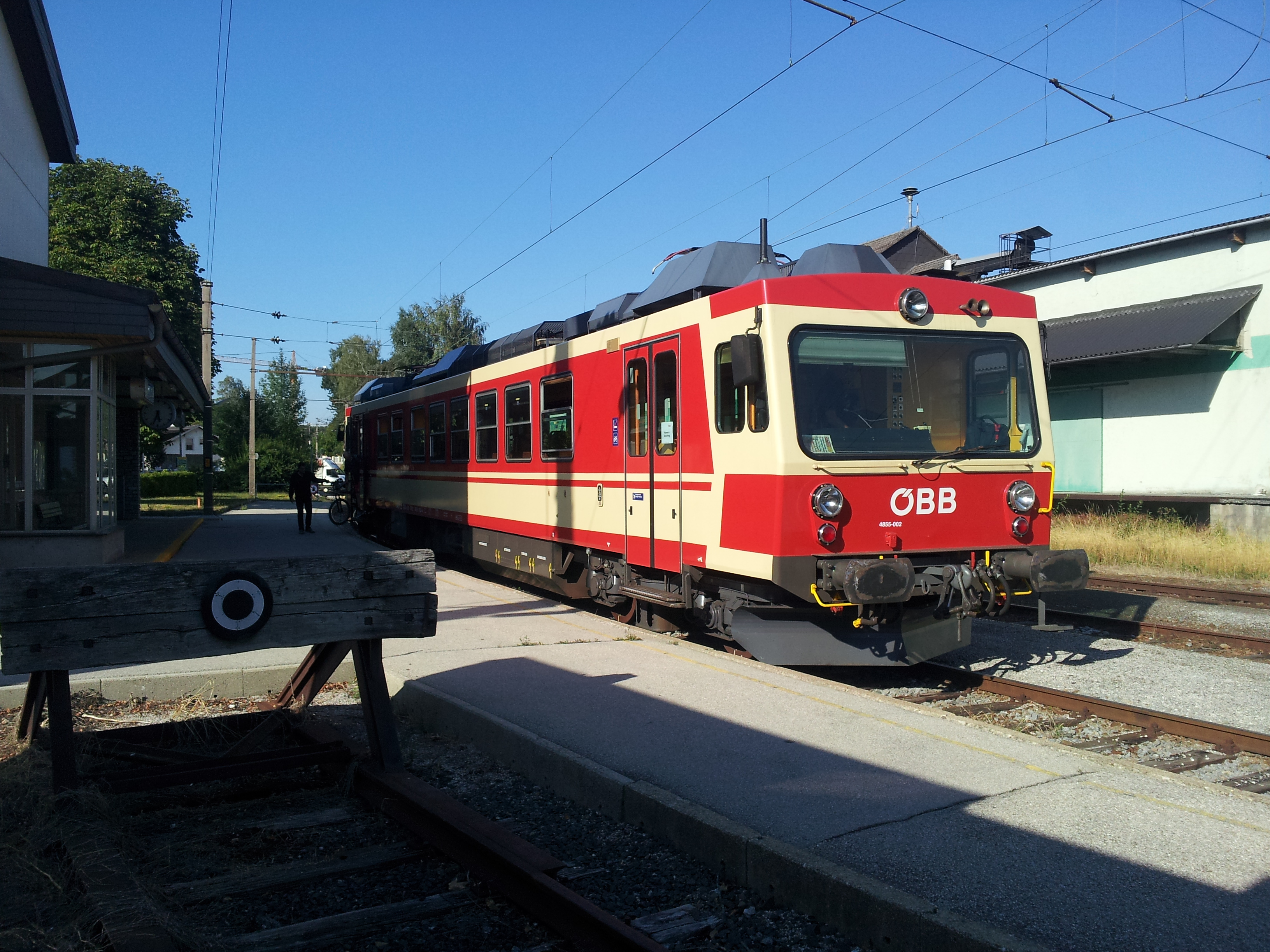
4855 002 mit ÖBB-Logo im Bahnhof Kammer-Schörfling (2013)
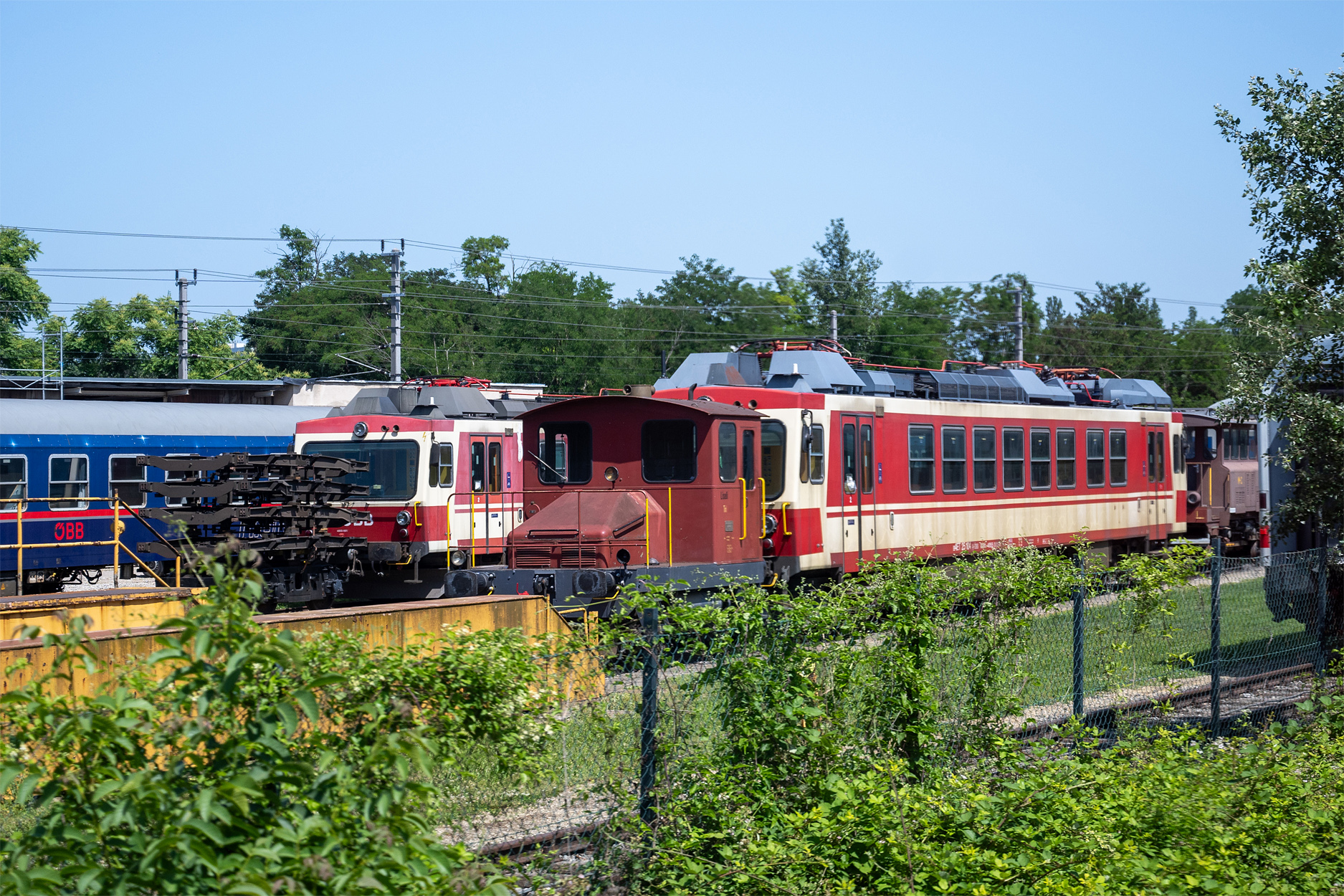
Beide Triebwagen am Gelände der RSI-Werkstätte in Wien Inzersdorf (2025)
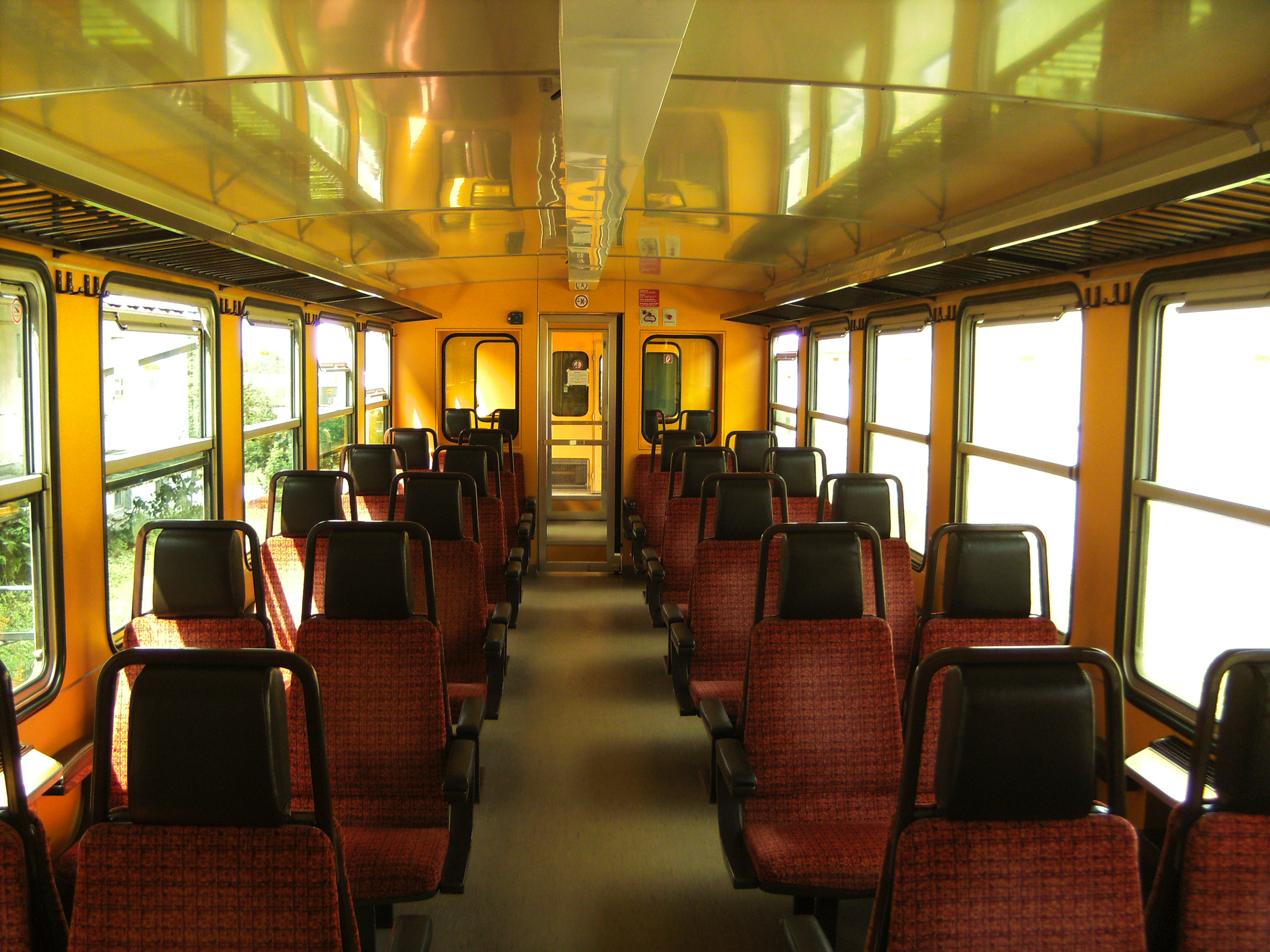
Fahrgastraum des ET 25.103

## Konstruktion

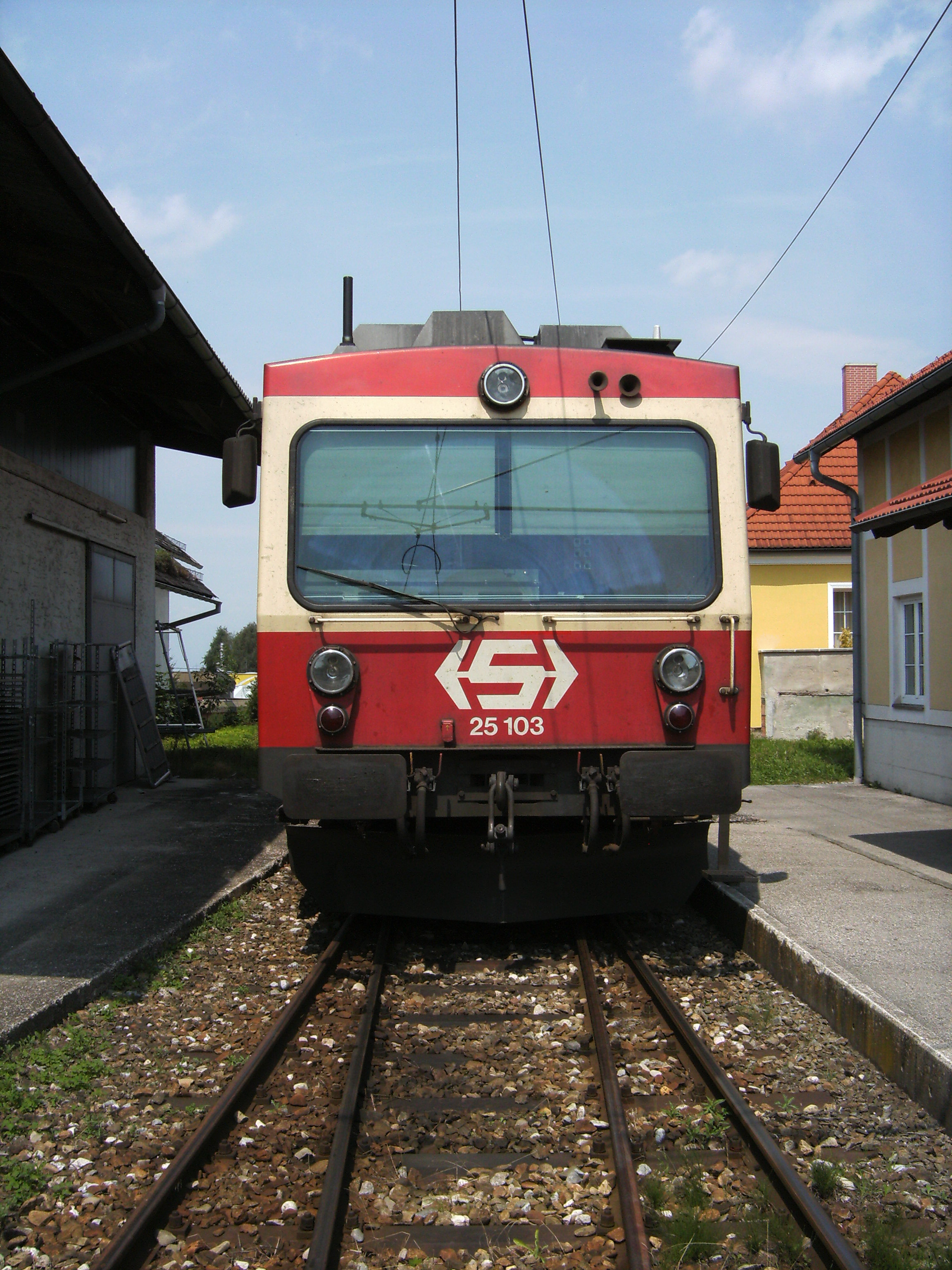
Frontansicht des ET 25.103

Die einteiligen, vierachsigen Triebwagen sind speziell für den Einmannbetrieb konzipiert. Der Wagenkasten ist als selbsttragende Konstruktion ausgeführt, die aus Hohlprofilen besteht. Dieser ist wiederum mit Stahlblechen überzogen. An den Fahrzeugenden sind die beiden Führerstände sowie Zug- und Stoßvorrichtungen angebracht, der Fahrgastraum befindet sich in der Fahrzeugmitte. Sämtliche elektrische Apparaturen sowie der Haupttransformator sind unter dem Fahrgastraum angebracht. Der Wagenkasten stützt sich auf zwei zweiachsigen Drehgestellen ab, wovon eins ein  Laufdrehgestell ist. Die Triebwagen wurden im typischen Stern & Hafferl-Stil lackiert: Der Kasten wurde rot/creme lackiert, Laufwerk und Dach erhielten eine umbragraue Farbgebung. Während des Einsatzes auf der Haager Lies trugen sie unterhalb der Frontscheiben das Logo von Stern & Hafferl, unter den Seitenfenstern zusätzlich die Aufschrift „Lokalbahn Lambach - Haag“.

## Technische Merkmale
Die beiden Einholmstromabnehmer, die Bremswiderstände und der Hauptschalter werden vom Dach getragen. Die beiden Mischmotoren werden im Wechselspannungsnetz von einem ölgekühlten Transformator mit integrierter Glättungsdrossel und nachgeschaltetem Gleichrichter versorgt, unter Gleichspannung direkt aus der Fahrleitung. Die Antriebsanlage einschließlich der  Thyristorsteuerung entspricht im Großen und Ganzen jener der Reihe ÖBB 4020. Die Zugkraftübertragung erfolgt über den Kugelrollkranz auf den Kasten. Das Übersetzungsverhältnis am schrägverzahnten Getrieberad beträgt 1:4,25. Die Fahrzeuge verfügen über eine Klotzbremse, eine indirekt wirkende Druckluftbremse und eine batterieerregte generatorische Bremse. Jeder Triebwagen ist mit Sifa, Indusi sowie ÖBB- und Stern & Hafferl-Zugfunk ausgestattet.